# Dana T. Atkins

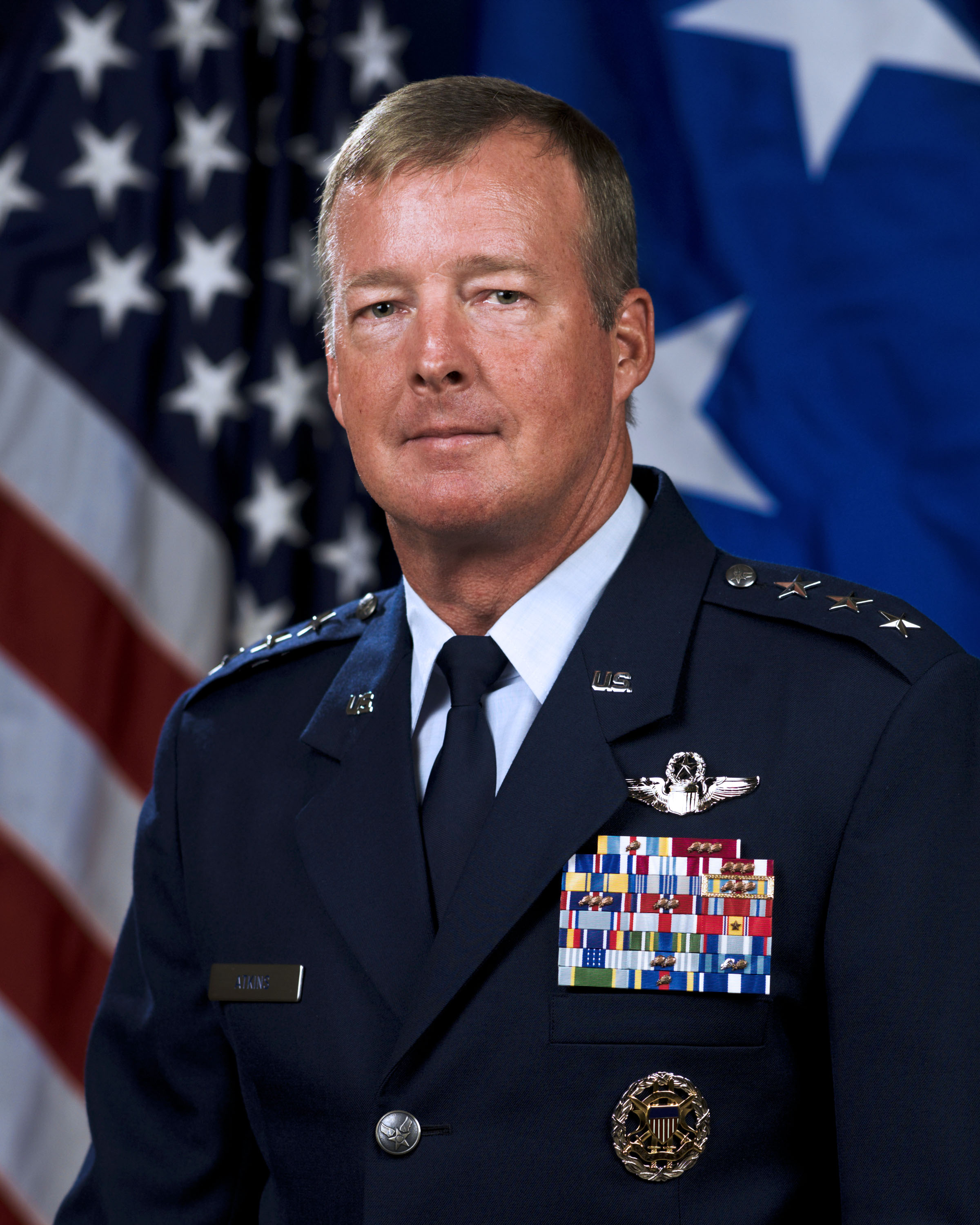
Dana T. Atkins (2008)

Dana T. Atkins (* 1955 in Portland, Multnomah County, Oregon) ist ein pensionierter Generalleutnant der United States Air Force. Er war unter anderem Kommandeur der 11. Luftflotte (Eleventh Air Force).
Über das ROTC-Programm der University of Portland gelangte er im Jahr 1978 in das Offizierskorps der United States Air Force. In dieser durchlief er anschließend alle Offiziersränge vom Leutnant bis zum Drei-Sterne General.
Im Lauf seiner militärischen Karriere absolvierte er verschiedene Kurse und Schulungen. Dazu gehörten unter anderem eine Ausbildung zum Kampfpiloten und weitere Fortbildungskurse als Pilot von neuen Flugzeugtypen; die Squadron Officer School auf der Maxwell Air Force Base in Alabama; das Armed Forces Staff College in Norfolk in Virginia; die Embry-Riddle Aeronautical University; das National War College in Fort Lesley J. McNair in Washington, D.C. und der Joint Force Maritime Component Commander Course im Marinestützpunkt in Pearl Harbor in Hawaii. Außerdem erhielt er einen akademischen Grad von der Harvard Kennedy School.
In seinen frühen Jahren als Offizier der Luftwaffe war er an verschiedenen Stützpunkten stationiert. Dabei war er als Pilot, Flugausbilder oder Stabsoffizier bei unterschiedlichen Einheiten tätig. Dazwischen absolvierte er die erwähnten Schulungen. Zwischen Januar 1983 und Dezember 1985 war er in England auf der Flugbasis der Royal Air Force in Bentwaters in der Nähe von Woodbridge in der Grafschaft Suffolk als Ausbildungspilot stationiert. Nach dem Ende dieser Mission verblieb er in Europa. Auf der Ramstein Air Base in Deutschland gehörte Atkins zwischen Januar 1986 und Juni 1987 dem Stab des Hauptquartiers der United States Air Forces in Europe an.
Nach seiner Heimkehr setze er seine Offizierslaufbahn in den Vereinigten Staaten fort. Zwischen Februar 1993 und Juni 1994 kommandierte er als Oberstleutnant die auf der Pope Air Force Base in North Carolina ansässige 74. Kampfstaffel (74th Fighter Squadron). Nach seinem anschließenden Studium am National War College wurde er im Juni 1995 zum Stab der Joint Chiefs of Staff versetzt, dem er bis zum Mai 1997 angehörte. Dort leitete er eine Unterabteilung der Stabsabteilung für strategische Planungen.
Atkins nächste Mission führte ihn nach Südkorea. Auf der dortigen Kunsan Air Base kommandierte er zwischen Juni 1997 und Juni 1998 die 8th Operations Group. Anschließend wurde er zum Stab des NATO-Hauptquartiers in Belgien versetzt, dem er bis zum Januar 2000 angehörte. Danach erhielt er auf der Shaw Air Force Base in South Carolina das Kommando über das 20. Kampfgeschwader, das er zwischen Januar 2000 und Juni 2001 innehatte. Bis zum Juli 2002 gehörte Dana Atkins dann dem Stab des Hauptquartiers der Air Force an. Dort war er in der Stabsabteilung für Luft und Raumoperationen tätig.
Es folgte eine Versetzung zur Misawa Air Base in Japan. Zwischen Juli 2002 und April 2004 kommandierte er dort das 35. Kampfgeschwader (35th Fighter Wing). Von dort wurde er zur Osan Air Base in Südkorea beordert, wo er zwischen April 2004 und Dezember 2005 stellvertretender Kommandeur der 7. Luftflotte und der amerikanischen Luftstreitkräfte in Südkoreas (U.S. Air Forces Korea) war. Gleichzeitig war er Stabschef des dort ansässigen Air Component Commands.
Atkins nächster Auftrag führte ihn zum Camp H. M. Smith in Hawaii. Zwischen Januar 2006 und Januar 2008 leitete er dort die Stabsabteilung für Operationen im Hauptquartier des United States Pacific Commands. Nach dem Ende dieses Auftrags verblieb er bis zum April 2008 als special assistant to the Commander noch bei diesem Kommando.
Im Mai 2008 übernahm Dana Atkins auf der Elmendorf Air Force Base in Alaska als Nachfolger von Douglas M. Fraser das Kommando über die für Alaska zuständige 11. Luftflotte. Gleichzeitig kommandierte er in Personalunion den United States Alaskan Command und den für Alaska zuständigen Teil des North American Aerospace Defense Command (NORAD). Diese Ämter bekleidete er bis zum November 2011 als Stephen L. Hoog seine Nachfolge antrat. Am 1. Januar 2012 schied er aus dem aktiven Militärdienst aus.
Während seiner aktiven Zeit als Militärpilot absolvierte er über 4000 Flugstunden auf verschiedenen Flugzeugtypen.
Nach seiner Pensionierung wurde Dana Atkins Mitglied der Military Officers Association of America (MOAA). Im Jahr 2016 wurde er Präsident dieser Organisation.

## Daten der Beförderungen
| Abzeichen | Rang               | Jahr              |
| --------- | ------------------ | ----------------- |
|           | Second Lieutenant  | 26. August 1978   |
|           | First Lieutenant   | 26. August 1980   |
|           | Captain            | 26. Februar 1982  |
|           | Major              | 1. Dezember 1988  |
|           | Lieutenant Colonel | 1. April 1992     |
|           | Colonel            | 1. Oktober 1996   |
|           | Brigadier General  | 1. September 2003 |
|           | Major General      | 15. Juni 2006     |
|           | Lieutenant General | 9. Mai 2008       |

## Orden und Auszeichnungen
Dana Atkins erhielt im Lauf seiner militärischen Laufbahn unter anderem folgende Auszeichnungen:
- Defense Superior Service Medal
- Legion of Merit
- Distinguished Flying Cross
- Defense Meritorious Service Medal
- Meritorious Service Medal
- Air Force Commendation Medal
- Air Force Achievement Medal
- Joint Meritorious Unit Award
- Air Force Outstanding Unit Award
- Air Force Organizational Excellence Award
- Combat Readiness Medal
- National Defense Service Medal
- Korea Defense Service Medal
- NATO-Medaille